# Чарлі Клоузер
Чарлі Клоузер (англ. Charlie Clouser); нар. 28 червня 1963) — американський клавішник, продюсер і реміксер, найбільш відомий як учасник індастріал-рок гурту Nine Inch Nails. Він також відомий як композитор, який пише саундтреки для кіно і телебачення. Клоузер був номінований на дві премії Греммі за «найкраще метал-виконання» у 1997 році.

## Кар'єра
Чарлі був учасником Nine Inch Nails з 1994 по 2000 рік. Він також записував ремікси для таких гуртів, як Deftones, White Zombie, Marilyn Manson, Rammstein, Prong, Killing Joke, Type O Negative, Schwein, Collide, 12 Rounds, Foetus, Del tha Funkee Homosapien, Meat Beat Manifesto і Esthero.
У 1997 році дві пісні, над якими працював Чарлі, були номіновані на премію Греммі: «I'm Your Boogieman» White Zombie і «Hands of Death (Burn Baby Burn)» Роба Зомбі і Еліса Купера, співавтором якої був сам Чарлі і яку він мікшував.
З Трентом Резнором він працював над саундтреком до фільму «Природжені вбивці», допомагаючи записувати нову версію «Something I Can Never Have», трек, який спочатку був випущений на дебютному альбомі Nine Inch Nails Pretty Hate Machine.
Чарлі Клозер став клавішником Nine Inch Nails після відходу Джеймса Вуллі у 1994 році, в середині туру NIN Further Down The Spiral, і залишився в гуртові до закінчення туру Fragility. Як і всі інші музиканти, які грали в гурті до нього, він усвідомив, що його творчий потенціал і фінансові можливості у цьому гурті не ростуть, тому він його покинув, щоб створювати саундтреки і займатися продюсуванням.
Ремікс на композицію Роба Зомбі «Dragula», також створений Чарлі, представлений на саундтреці до фільму «Матриця».
Чарлі продюсував альбом Helmet Size Matters, також, як і незавершений проєкт з участю Пейджа Гамільтона під назвою «Gandhi».
Чарлі знявся в документальному фільмі, присвяченому Роберту Мугу, і спеціально для саундтреку до цього фільму написав пісню «I Am A Spaceman». Він також створював музику до таких фільмів, як Смертний вирок (2007), Оселя зла: Вимирання (2007), Мертва тиша (2007) та Тихий омут (2005), а також до телевізійних серіалів «Las Vegas» (NBC) і «NUMB3RS» (CBS).
Чарлі найбільш відомий тим, що написав музику для всіх фільмів серії Пила — у 2004 році в інтерв'ю NPR Клоузер стверджував, що не проти написати музику «і для п'яти поспіль цієї серії фільмів», не припускаючи, що в підсумку він напише музику до семи. За останні роки він також написав музику до фільму «Колекціонер» і записав заголовну тему для телесеріалу Американська Історія Жахів.

## Особисте життя
З 2007 року Чарлі одружився з давньою подругою, фотографом і моделлю Зоєю Вайсман.

## Дискографія
| Nine Inch Nails - The Downward Spiral (1994) - Further Down the Spiral (1995) - «The Perfect Drug» (1997) - Closure (1997) - «The Day the World Went Away» (1999) - The Fragile (1999) - Into The Void (1999) - «Starfuckers, Inc.» (1999) - Things Falling Apart (2000) - And All That Could Have Been (2002) Marilyn Manson - Portrait of an American Family (1994) - «Lunchbox» (1994) - Smells Like Children (1995) - «Sweet Dreams» (1995) - Antichrist Superstar (1996) - «Tourniquet Pt. 2» (1997) - Lest We Forget: The Best Of (2004) | White Zombie - Astro Creep: 2000 (1995) - More Human than Human (1995) - Real Solution #9 (1995) - Ratfinks, Suicide Tanks and Cannibal Girls (1996) - Supersexy Swingin' Sounds (1996) - Electric Head Pt. 2 (The Ecstasy) (1996) Роб Зомбі - The Great American Nightmare (1997) - Hellbilly Deluxe (1998) - «Dragula» (1998) - Living Dead Girl (1999) - American Made Music to Strip By (1999) - Remix-a-Go-Go (1999) - The Best of Rob Zombie (2006) |